# 季益顺
季益顺（1960年—），江苏宜兴人，紫砂陶艺家，中国工艺美术大师。

## 生平
季益顺于1978年进入江苏省宜兴紫砂工艺厂，师从高丽君、王小龙学习陶艺。1983年，赴中央工艺美术学院进修。1980、90年代，他被台湾收藏家誉为当代紫砂“壶界四小龙”之一（另三位为江建翔、刘建平、施小马）。2005年，获研究员级高级工艺美术师职称。2010年，获中国陶瓷艺术大师称号。2018年，被评为第七届中国工艺美术大师。
季益顺还过担任江苏省人大代表、宜兴市人大常委、中国陶瓷工业协会陶瓷艺术委员会副会长、江苏省工艺美术学会副会长、江苏省民间文艺家协会副主席等职。